# 澤田次郎
澤田 次郎（さわだ じろう、1965年 - ）は、日本の政治学者、歴史学者。専門は近代日本政治思想史。拓殖大学教授。博士（法学）（慶應義塾大学、1997年）。

## 略歴
- 1994年3月：慶應義塾大学大学院法学研究科政治学専攻後期博士課程単位取得満期退学
- 2000年4月：尚美学園大学総合政策学部助教授
- 2005年4月：同教授
- 2007年4月：同大学大学院総合政策研究科教授
- 2009年4月：拓殖大学政経学部教授
- 2018年3月：同大学国際日本文化研究所長

## 著書
- 『近代日本人のアメリカ観　日露戦争以後を中心に』（慶應義塾大学出版会、1999年）
- 『徳富蘇峰とアメリカ』（拓殖大学研究叢書 社会科学／販売：慶應義塾大学出版会、2011年）

### 雑誌
- “少年期の徳富蘇峰とアメリカ : 1863年〜1880年”. 同志社アメリカ研究 (同志社大学アメリカ研究所) (39):  11 - 35. (2003-03-20).